# Columbus (köpcentrum)
Columbus är ett köpcentrum i Nordsjö, Helsingfors, alldeles intill Nordsjö metrostation. Fastigheten färdigställdes hösten 1996 och ägs av Citycon. Köpcentrets område är för närvarande mer än 20 000 m².

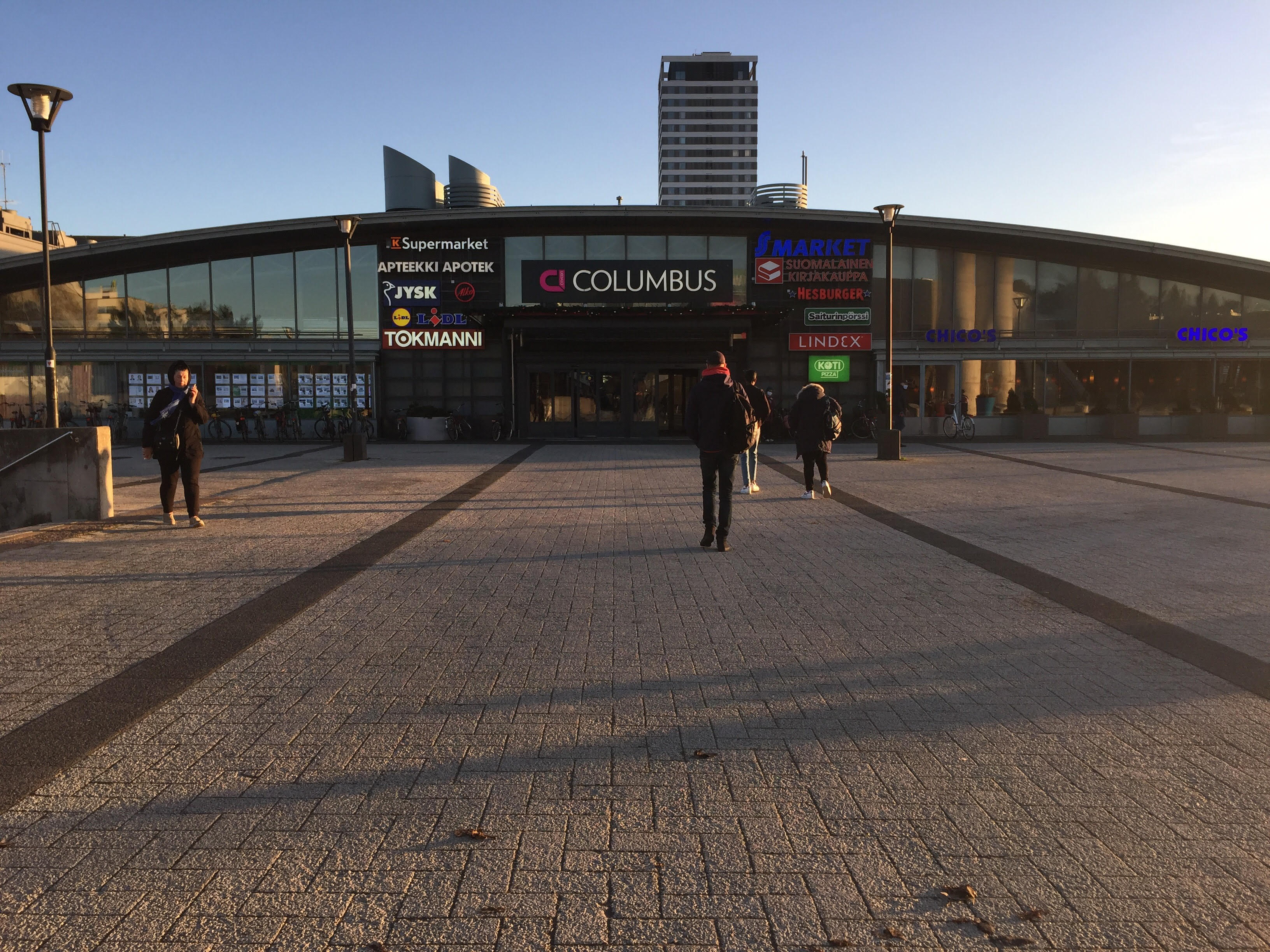
Köpcentret Columbus norra ingång i november 2020.

Intill köpcentrets norra ända ligger Mosaiktorget, kulturcentret Nordhuset och Nordsjö idrottshus, och i södra änden färdigställdes under 2006 servicecentret Albatrossi och Cirrus, Finlands högsta bostadshus.

## Historia

### Pauligs tid (1996-2006)
Familjeföretaget Paulig, som är känt för kaffe och kryddor, ägde tidigare mark i vad som nu utgör Nordsjö centrum. Under långkonjunkturen i början av 1990-talet började företaget bygga butikslokaler i området, eftersom inga intresserade finansiärer hittades.
Köpcentret Columbus färdigställdes hösten 1996, knappt ett par år innan metrolinjen och dess tre stationer (Botby, Rastböle och Nordsjö) togs i bruk. På grund av ringa storlek klarade sig köpcentret rätt dåligt i konkurrensen[källa behövs], så ett beslut om att förlänga fastigheten österut med cirka 7 000 m² fattades[källa behövs] .
Expansionen började i juni 2005 och slutfördes vid julen av 2006[källa behövs] . Efter utbyggnaden var köpcentrets område över 20 000 m² och antalet parkeringsplatser ökade från 700 till 1000. I förlängningen öppnades K-Supermarket, Posti, Tokmanni och Jysk samt Cityvarasto, ett företag som hyr små lager.[källa behövs]
År 2005 omsatte Columbus 65 miljoner euro.

### Citycons tid (2006–)
År 2006 fanns det cirka sextio inhyrda affärer och andra aktörer i köpcentret. Paulig sålde Columbus, som är utanför företagets huvudsakliga verksamhet, för 80 miljoner euro. Paulig investerade en del av köpesumman i ett nytt kafferosteri i Nordsjö.
Hösten 2007 slutfördes en utbyggnad som bland annat kom att inhysa Citymarket. Arealen för köpcentrets uthyrda utrymmen steg till 20 000 kvadratmeter.
I juli 2012 föll en del av ett glastack på cirka fem kvadratmeter från tio meters höjd i köpcentret. Ingen skadades i olyckan.
I februari 2019 ingick Paulig och Citycon ett preliminärt avtal om fastighetsförsäljning med  Bonava, gällande för tomter. Området som såldes ligger norra delen av Solvik, invid i metrostationen, och Columbus. Bonava uppgav sig göra köpet med avsikt att bygga cirka  32 000 kvadratmeter våningsyta för ägarbostäder och hyreslägenheter.

## Affärer
Columbus inhyser ett flertal affärer med sortiment och tjänster inom livsmedel, kläder, skönhet, hem- och fritid, samt restauranger. Columbus har bland annat Alko, R-kiosk, S-market, K-Supermarket, Lindex, bokhandeln Suomalainen Kirjakauppa, Hesburger, Subway, Chico's, apotek och Tokmanni. Den nyaste affären i Columbus är Lidl. Snabbladdning för elbilar erbjuds i köpcentrets parkeringsanläggning.

## Bildgalleri

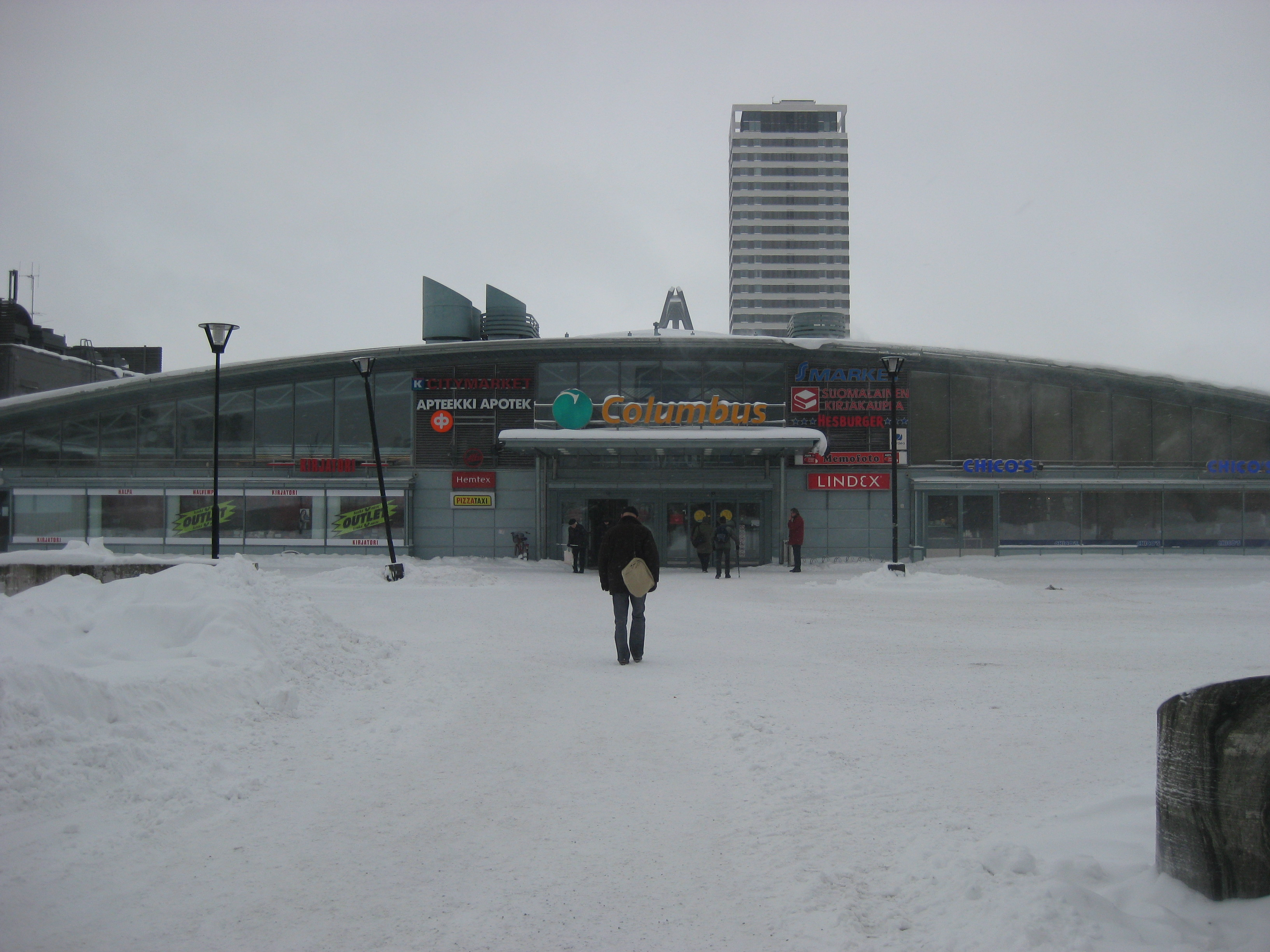
Norra ingången invid Mosaiktorget
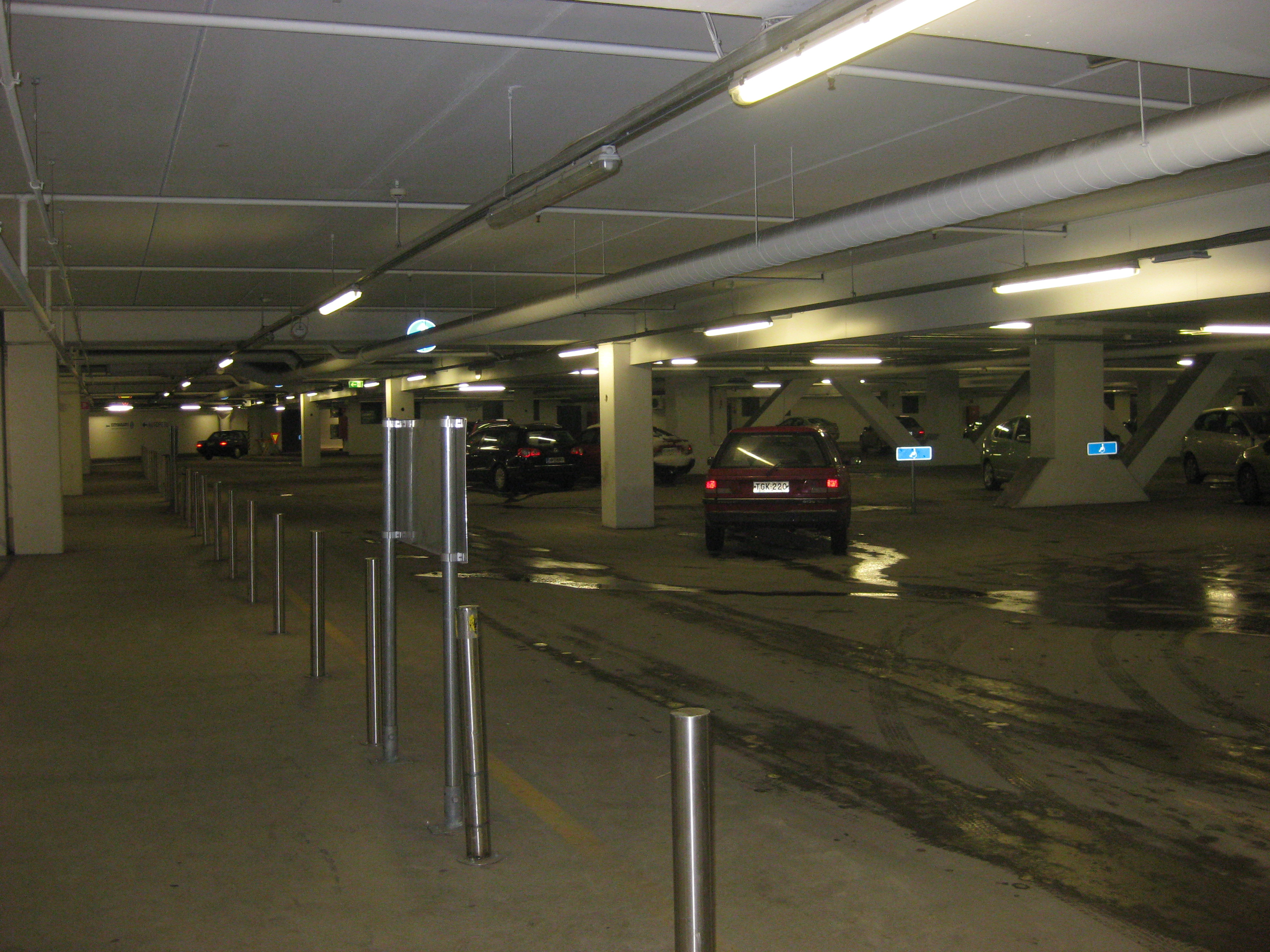
Parkeringsgarage
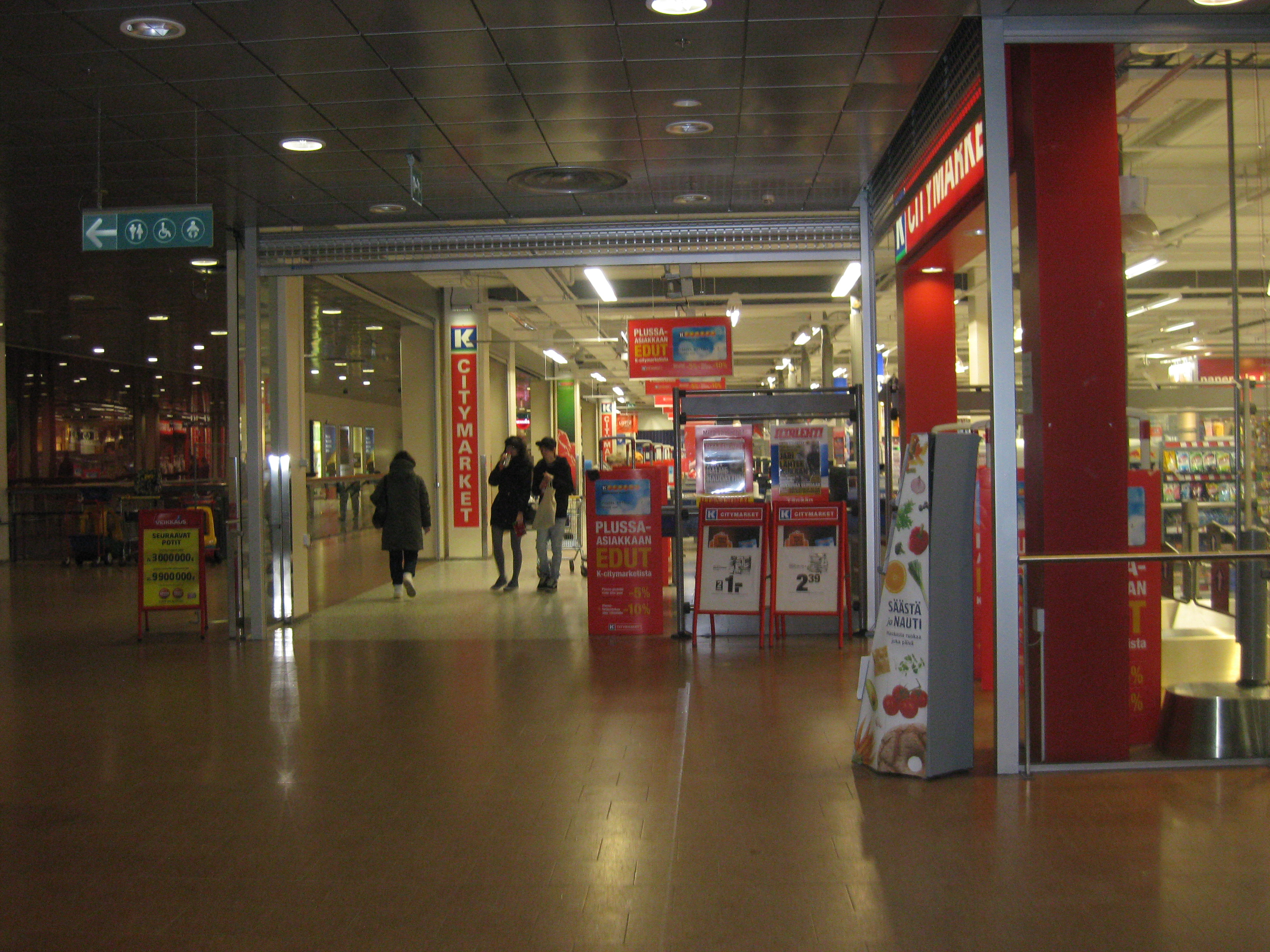
K-Supermarket (tidigare K-Citymarket)
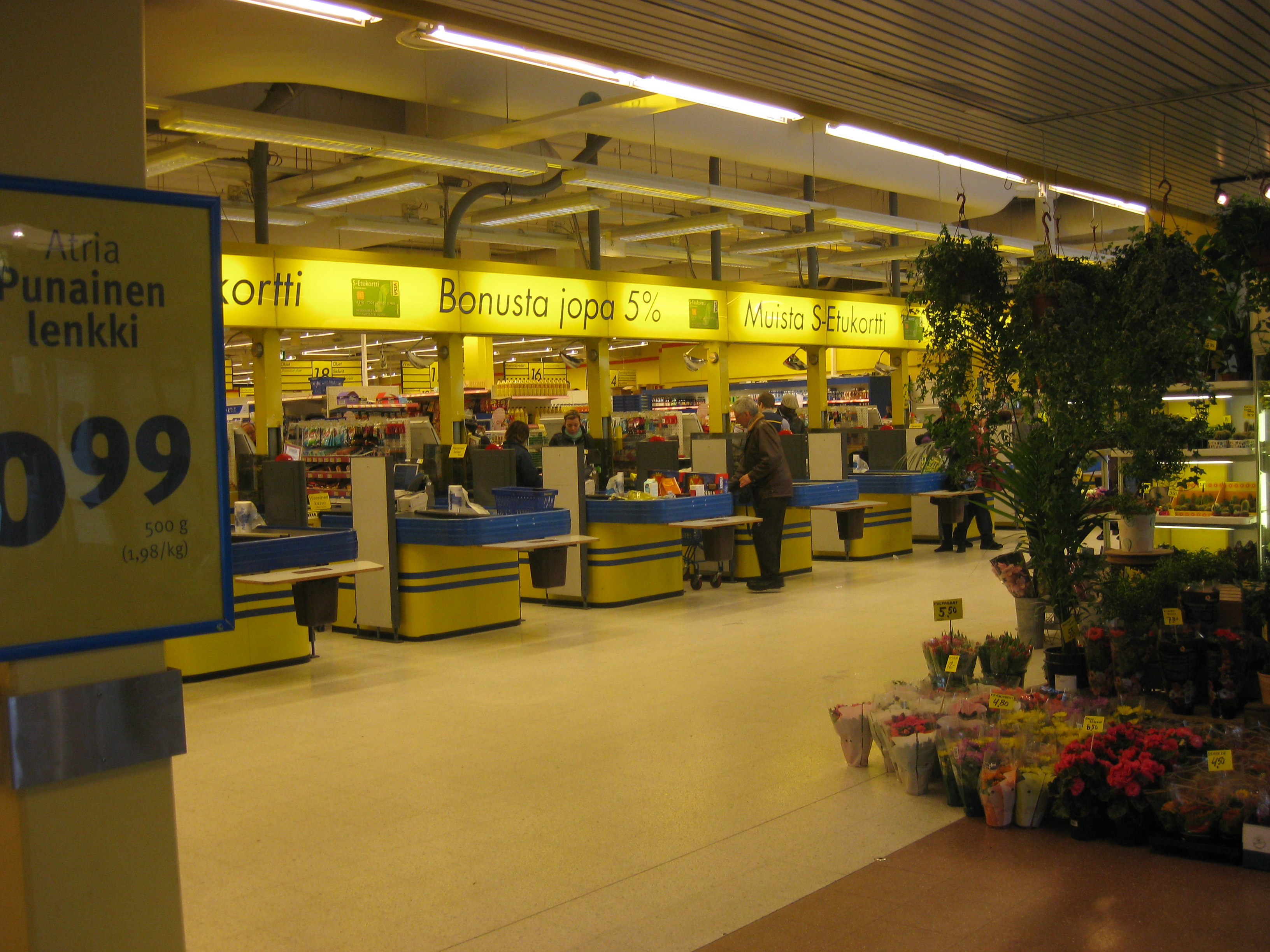
S-Market
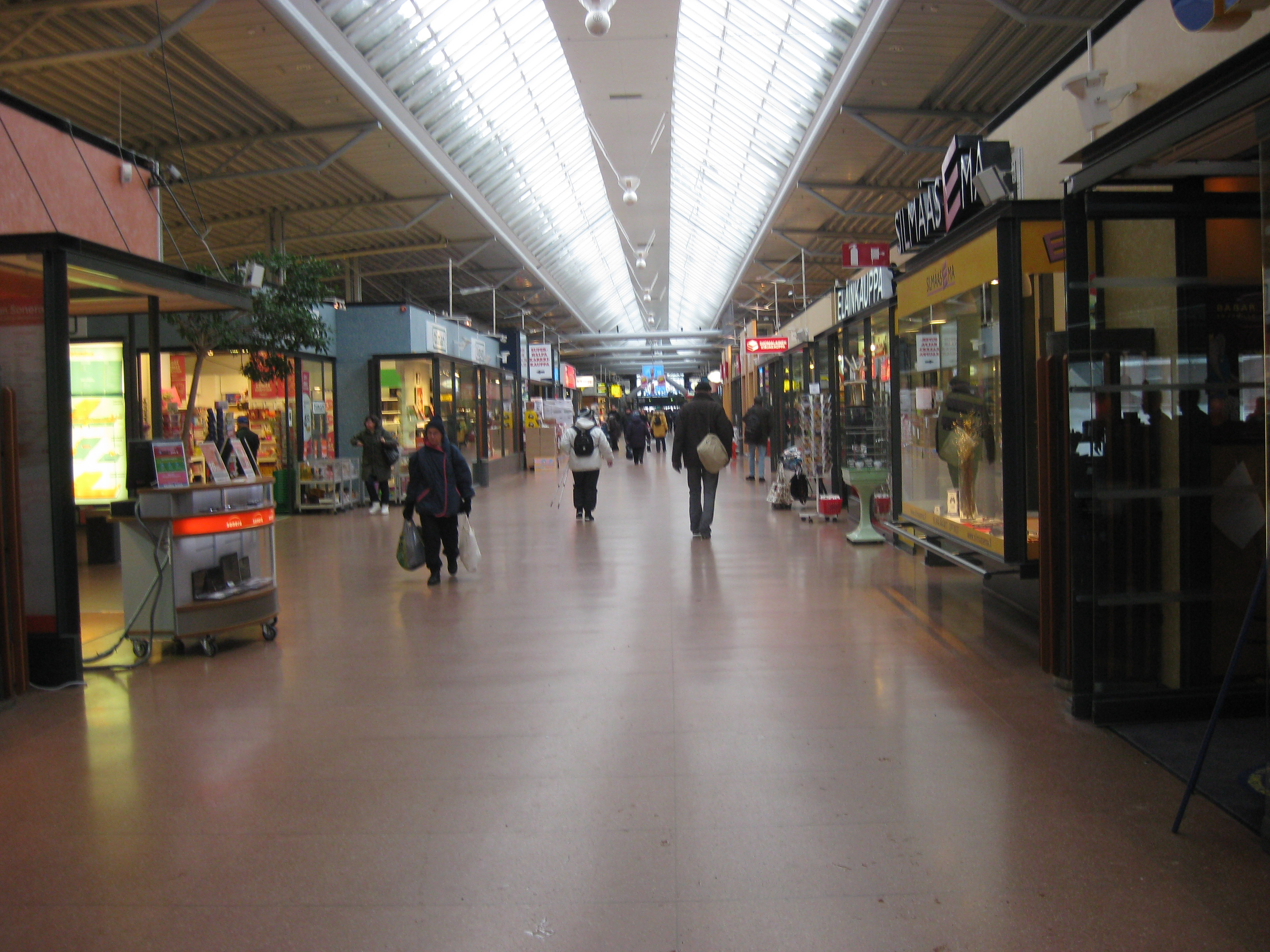
Columbus interjör sedd från norr